# 蘇奇特佩克斯省
蘇奇特佩克斯省 （Departamento de Suchitepéquez）是瓜地馬拉西南部的一個省，南臨太平洋。面積2,510平方公里，2003年人口403,945人。首府馬薩特南戈。
1877年10月16日設省。下分二十個自治市。省名來自納瓦特爾語Xōchitepēke，意謂「花的山崗」。
1. ↑  Citypopulation.de Population of departments in Guatemala